# Gracián
Gracián je mužské křestní jméno latinského původu, v originále psáno Gratianus, francouzsky Gratien. Vykládá se jako „půvabný“, „milý“, „milostiplný“, lze jej považovat za ekvivalent jména Miloslav. Svátek má 18. prosince.
Archaická česká forma tohoto jména je Gacián, méně obvyklá forma Gratián, domácká forma Gracek, přechýlená varianta Graciána, Grácie nebo Graciela.

## Známí nositelé jména

### křestní jméno
- Gracian Černušák (1882–1961) – český lexikograf, muzikolog, novinář, pedagog, publicista, vysokoškolský pedagog a zpěvák
- Gracián Chládek – český herec
- Gracián Chaloupka (1904–1976) – český historik a pedagog

### ostatní
- svatý Gracián – římský misionář ve 3. století, biskup v Tours
- Lucius Turranius Gratianus – římský prefekt na konci 3. století
  - Lucius Turranius Venustus Gratianus – jeho syn, římský prétor
- Flavius Gratianus (359–383) – římský císař
- Johannes Gratianus (?–1047) – rodné jméno papeže Řehoře VI.
- Gratianus (právník) (1070–1140) – italský právník, autor Gratiánova dekretu
- Jeroným Gracián (1545–1614) – španělský spisovatel, podporovatel sv. Terezie od Ježíše
- Baltasar Gracián (1601–1658) – španělský spisovatel a filozof
  - Belmonte de Gracián – jeho rodná obec